# Chiesa di Sant'Ambrogio (Vignate)
La chiesa di Sant'Ambrogio è la parrocchiale di Vignate, in città metropolitana ed arcidiocesi di Milano; fa parte del decanato di Melzo.

## Storia
La prima citazione d'una chiesa a Vignate risale al 1209 e si deve ricercare in un atto rogato presso il monastero Maggiore di Milano. Un'ulteriore menzione si riscontra nella Notitia cleri del 1398, in cui si legge che essa era dipendente dalla pieve dei Santi Gervasio e Protasio di Gorgonzola; questa situazione è confermata nel Liber seminarii del 1564.
Tra il termine del Cinquecento e il principio del Seicento venne edificata la nuova chiesa, molto più lunga della precedente e dotata di abside poligonale e di cappelle laterali; nel 1779 il numero dei fedeli ammontava a 1343, scesi poi a 1252 nel 1788.
Nel 1827 iniziò un intervento di rifacimento della parrocchiale, promosso dall'allora parroco don Luigi Gatti; i lavori vennero ultimati l'anno successivo, mentre nel 1866 dovette esser demolito il pronao, che presentava problemi di stabilità.
Dalla relazione della visita pastorale del 1897 dell'arcivescovo Andrea Carlo Ferrari s'apprende che il reddito ammontava a 500 lire, che nella parrocchiale, che aveva come filiali gli oratori di San Biagio, dei Santi Pietro e Paolo presso la Cascina Bianca, di San Giuseppe in località Retenate e dei Santi Gervaso e Protasio a Trenzanesio, aveva sede la confraternita del Santissimo Sacramento e che i fedeli erano 1900.

## Descrizione

### Esterno
La facciata a capanna della chiesa, rivolta a occidente e coronata dal timpano triangolare, presenta centralmente il portale maggiore architravato, ai lati del quale si aprono gli ingressi secondari; più in alto si staglia una grande lunetta contenente un affresco raffigurante Sant'Ambrogio, inscritta all'interno di un'ampia arcata a tutto sesto, sopra la quale sono collocati due piccoli tondi; ai lati vi sono due ali minori terminanti con coperture ad attico, su cui si ergono due statue.

### Interno
L'interno dell'edificio si compone di un'unica navata, coronata da una volta a botte lunettata ornata con affreschi novecenteschi; dalle pareti, anch'esse dipinte, s'affacciano le cappelle laterali scandite da lesene d'ordine tuscanico, a sostegno della trabeazione; al termine dell'aula si sviluppa il presbiterio, a sua volta chiuso dall'abside di forma semicircolare.